# Muzej Hercegovine (Mostar)
Muzej Hercegovine muzejska je institucija u Mostaru.
Ustanovljen je 1950. godine s ciljem pronalaska, prikupljanja, čuvanja i prezentiranja kulturno-povijesne baštine Mostara i Hercegovine. Uprava muzeja smještena je u spomen kući "Džemal Bijedić". Muzej se sastoji od četiri odjeljenja (Spomen kuća Džemala Bijedića, Spomen kuća Svetozara Ćorovića, Kula Tara - (odjel "Muzej Stari most") te Interpretacijski centar Mostar), a u posjedu je arheoloških, etnografskih, rukopisnih, numizmatičkih i drugih eksponata.

## Vanjske poveznice
- Stranice Muzeja Hercegovine